# 포 포 텍사스
《포 포 텍사스》(4 For Texas)는 미국에서 제작된 로버트 알드리치 감독의 1963년 서부, 코미디 영화이다. 프랭크 시나트라 등이 주연으로 출연하였고 로버트 알드리치 등이 제작에 참여하였다.

## 출연

### 주연
- 프랭크 시나트라
- 딘 마틴
- 아니타 에크베르그
- 우슬라 안드레스
- 찰스 브론슨

### 조연
- 빅터 부오노
- 에드릭 코너
- 닉 데니스
- 리차드 재켈
- 마이크 마주키
- 웨슬리 애디
- 마조리 베넷
- 버지니아 크리스틴
- 엘렌 코비
- 잭 얼람
- 제슬린 팩스
- 프리츠 펠드
- 퍼시 헬튼
- 조나단 홀
- 잭 램버트
- 폴 랭튼
- 키스 맥코넬
- 미쉘 몬타우
- 메이디 노먼
- 밥 스틸
- 에바 식스
- 아브라함 소페어
- 그래디 슈튼
- 맥스 와그너
- 데이브 윌록
- 랠프 볼키
- 마리오 실레티

## 기타
- 미술: 윌리엄 글래스고
- 의상: 노마 코치
- Ass-PD: 월터 블레이크